# Gisele de Oliveira
Gisele de Oliveira, född 1 augusti 1980, är en friidrottare från Brasilien. Hon deltog vid olympiska sommarspelen 2008.